# Городня
Городня́ (МФА: [ɦɔrɔdʲˈnʲa] ( прослухати)) — місто в Україні, у Чернігівському районі Чернігівської області. Статус міста з 1957 року.
Відповідно до розпорядження Кабінету Міністрів України № 730-р від 12 червня 2020 року «Про визначення адміністративних центрів та затвердження територій територіальних громад Чернігівської області», увійшло до складу Городнянської міської громади і є її адміністративним центром.

## Назва
Існує кілька версій щодо походження назви міста. Дехто вважає, що місто отримало свою назву від однойменної річки. Інші ж схиляються до версії, згідно якої в основі назви лежить давньоруське слово «городня», у яке вкладено конкретний зміст — «загороджене місце, огорожа». До останніх, зокрема, схиляється і чернігівський журналіст та краєзнавець Володимир Сапон. Також існують місцеві легенди стосовно появи назви Городні, втім, вони не мають правдивого історичного підґрунтя.

## Географія

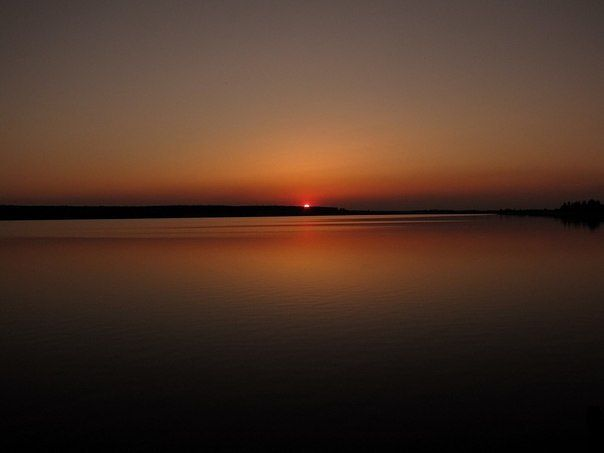
Водосховище Черемошне ввечері

Місто розташоване на півночі України, на берегах річки Чибриж. Площа міста становить 12,2 км². Густота населення — 1006 осіб/км². Городня знаходиться біля перетину кордонів трьох держав: України, Росії та Білорусі. На сьогодні через місто проходять міжнародні автомобільний та залізничний шляхи. Рельєф міста рівнинний. Клімат помірно-континентальний, із м'якою зимою й теплим літом. Взимку в Городні утворюється сніговий покрив. Екологічна ситуація в місті сприятлива завдяки низькому рівню розвитку промисловості та малій інтенсивності руху автомобільного транспорту.

## Історія
Поселення Городня відоме з часів Київської Русі дотатарського періоду. У 14 столітті занепало. Територія увійшла до складу Великого князівства Литовського. 1503 року ці землі захопила Московська держава. У писемних джерелах Городня вперше згадується в 1552 році як місто Московії, коли разом з іншими московитами тут мобілізували людей на війну проти Татарстану — у так званий Казанський похід разом із стародубцями йшли «рос. боярские дети Городни и Мощенки».
З 1618 року Городня повертається до складу українських воєводств Речі Посполитої. Відновлюють занепале місто шляхтичі Хвощі. У час створення Польщею Чернігівського воєводства (1635 р.) Городня стає містечком і центром Городнянського округу.

### Гетьманщина
З 1649 перебуває у складі Гетьманщини. Городнянці брали активну участь у повстаннях та визвольній війні українського народу під проводом Богдана Хмельницького. Тоді ж містечко входило до Седнівської сотні Чернігівського полку. З 1705 рокуГородня — сотенний центр Чернігівського полку. До Городнянської сотні входили 55 населених пунктів.

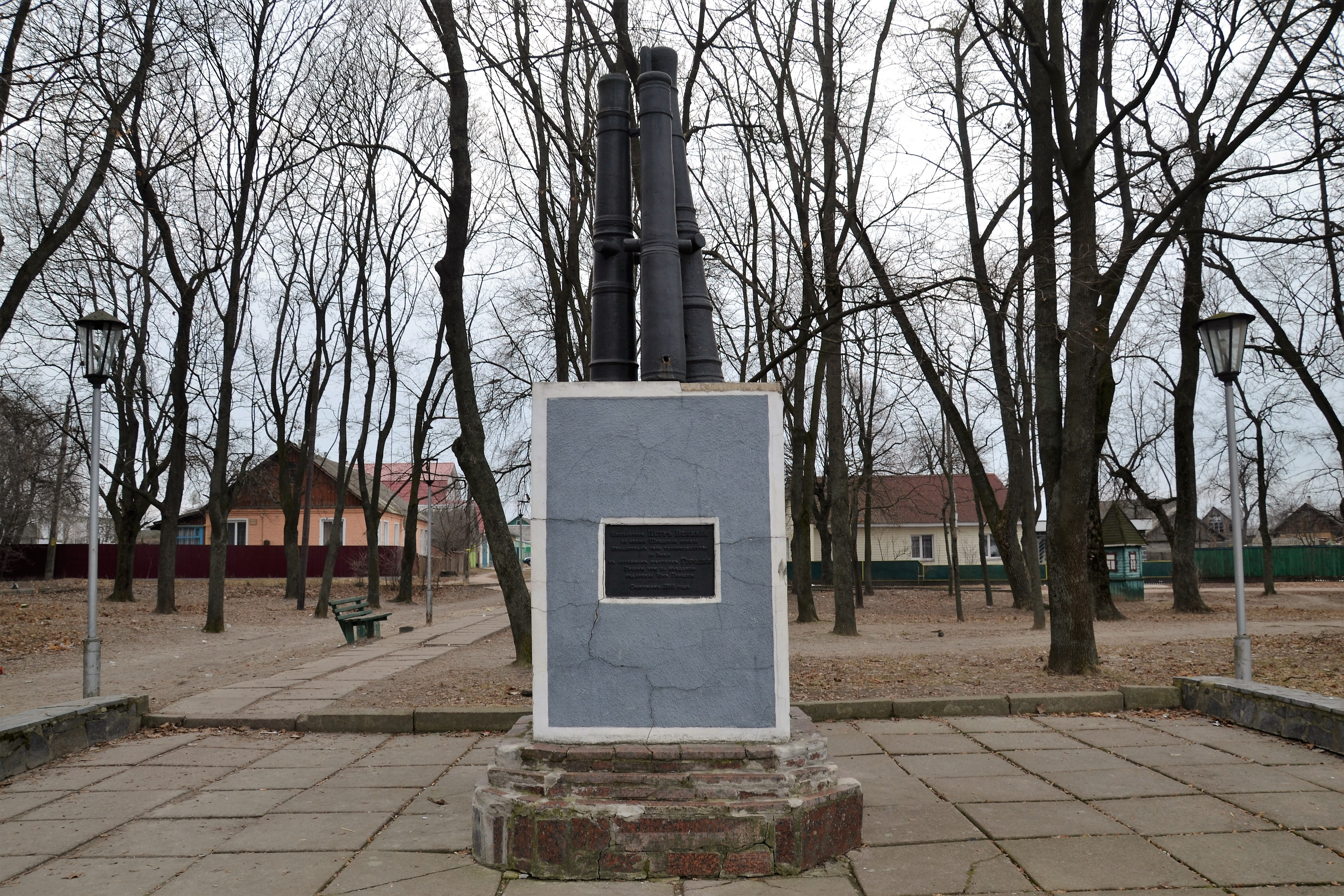
Пам'ятний знак — гармати першої чверті XVII століття, буцімто подаровані місту московським царем Петром I

У радянський час був поширений імперський міф — начебто 29 червня 1709 року Петро I після перемоги над українською гетьманською армією (у складі московської армії перебувала більшість козаків Чернігівського полку, про що є згадки в послужних списках 1724 року) саме в Городні святкував свій День ангела. Місто начебто отримало у подарунок від нього три чавунні гармати, які нині стоять на постаменті як пам'ятка архітектури й є одним із символів міста. Насправді ні московський цар у Городні не був, ні гармат не дарував
У 1732 році завдяки благодійницьким внескам купця Першої гільдії, міського голови Писарева Павла Миколайовича в центрі Городні збудована церква святої Трійці. Ця перлина зодчества зруйнована російсько-більшовицькою владою. Його стараннями також збудовано нинішнє приміщення міської ради та місцевого музею.
У 1764 році в Городні мешкало 125 сімей козаків, 185 сімей міщан і селян, а також понад 300 євреїв, в основному ремісників і купців.
У 1782 році в Гетьманщині незаконно скасований полковий адміністративний устрій і утворено 5 російських намісництв, у тому числі й Чернігівське. Намісництва, а потім і губернії ділилися на повіти. У цьому році Городня стала адміністративним центром (повітовим містом) одного з найбільших повітів Чернігівщини — Городнянського. Пізніше, у 1783 році, повітове місто одержало різні вигоди і привілеї.
У 1785 році місто наділили магдебурзьким правом.

### Часи Російської імперії
У 18 столітті у Городні споруджено три церкви. У 1814 засновано дворянське училище (з 1913 — Городнянське вище початкове училище).
У 1859 році в повітовому місті Городнянського повіту Чернігівської губернії, мешкала 4 081 особа (2 018 чоловічої статі та 2 063 — жіночої), налічувалось 291 дворове господарство, існували 2 православні церкви, єврейська молитовна школа, повітове та приходське училища, лікарня, поштова станція, 3 заводи: шкіряний і 2 цегельних, відбувались базари та 4 ярмарки на рік.
Важливу роль для пожвавлення економіки й торгівлі в Городні мало прокладення Лібаво-Роменської залізниці (1873), а згодом відкриття в Городні банку.
Наприкінці 19 століття на кошти грузинського князя Іліодора Орбеліані споруджений «Народний дім», у якому аматори показували спектаклі, потім створювався кінематограф. Будівля збереглася до наших днів, з 2013 тут знаходиться дитячо-юнацька спортивна школа.
За переписом 1897 року кількість мешканців зросла до 4310 осіб (2167 чоловічої статі та 2143 — жіночої), з яких 2966 — православної віри, 1249 — юдейської.

### Часи УНР та СРСР
Під час Першої світової війни та створення УНР Городня стала епіцентром історичних подій. У місті формувалися загони Червоної армії Миколи Щорса, Василя Боженка, Миколи Кропив'янського. Біля Городні діяли повстанці отаманів Івана Галаки, Добровечора, Ющенка, Бусла.
У 1919 році в приміщенні Городнянської жіночої гімназії (тепер школа № 2) містилося більшовицьке керівництво Чернігівської губернії під керівництвом Юрія Коцюбинського та Євгенії Бош.
У 1923 році повіти були ліквідовані, Городня стала центром Городнянського району Сновської округи, маючи 647 дворів і 5413 мешканців. В Списку населених міст за 1924 рік Городня має статус російською "город" - тобто місто, яке офійійно отримала лише 1957 року.
Місто постраждало під час організованого радянською владою Голодомору 1932—1933 років, встановлено імена щонайменше 8 жертв-жителів міста. Для придушення повстання селян у Городню з Гомеля викликані регулярні війська, адже воно охопило 4 райони. 17 червня 1931 повстанці під керівництвом Якима Рябченка (в минулому начальник повітової міліції УНР) біля Городні зазнали поразки і 174 учасників повстання було репресовано.
У 1941—1943 роках місто окуповане німцями. Під час Другої світової війни загинуло 8425 жителів Городні та району. Трьом городнянцям: О. Жижкуну, Б. Калачу, Й. Юфи — присвоєно звання Героя Радянського Союзу. Радянські війська вибили нацистів з Городні 24 вересня 1943 року.
З 1957 року Городня отримала статус міста.
В 1969 році в Городні почалося виробництво телевізорів, пізніше відоме як підприємство «Агат». Це був єдиний районний центр на терені СРСР, у якому випускалася така високотехнологічна на той час продукція. 
У Городні тривалий час розміщувався 703 навчальний авіаційний полк Чернігівського вищого авіаційного училища льотчиків, який мав добре оснащення: аеродром, полігон, сучасні класи, тренажери. Тут стали на крило тисячі висококласних льотчиків, серед яких десять майбутніх космонавтів.

### Новітня історія
Із проголошенням незалежності України, у 1991 році, Городня знову стала прикордонним містом. У місті активно діяли осередки УРП, Народного Руху та «Зеленого світу».
18 листопада 2014 року активісти громадської організації «Грім» та Чернігівської обласної самооборони звалили пам'ятник Леніну на Соборній площі у центрі міста.
11 липня 2015 року архієпископ Чернігівський і Ніжинський Євстратій звершив освячення новозбудованого малого храму парафії святителя Василія Великого.
24.02.2022 війська РФ увійшли до міста, наступні дні численні колони проходили через Городню в напрямку Чернігова.
26.02.2022 силами ЗСУ було завдано удару по колоні російської техніки, локалізованої на південному заході міста поблизу лісгоспу.
З 29.03.2022 російські війська почали відступати з Чернігівської області, 1 квітня вони остаточно покинули Городню, залишивши техніку.

## Демографія
У 1989 році населення міста складало 15092 особи. Надалі ситуація почала погіршуватися. Згідно з останнім переписом населення, у 2001 році у місті було 13987 жителів. Станом на 01.01.2016 року налічувалося вже 12235 осіб, серед них 5470 чоловіків та 6765 жінок. У 2017 році динаміка стабілізувалась і навіть демонструє позитивну тенденцію — станом на 01.04.2017 року чисельність населення збільшилася до 12282 чоловік.
Станом на 1 січня 2022 року населення складало 11506 осіб.
| Вік   | Чоловіки | Жінки | Всього | Частка |
| ----- | -------- | ----- | ------ | ------ |
| 0-18  | 1117     | 1087  | 2204   | 18 %   |
| 18-65 | 3898     | 4597  | 8495   | 69,4 % |
| 65+   | 455      | 1081  | 1536   | 12,6 % |

### Національний склад
Населення міста моноетнічне, проте так було не завжди — у минулі століття, окрім українців, значна кількість мешканців була єврейського походження. Перепис населення у 2001 році продемонстрував такий національний розподіл населення:
Розподіл населення за національністю за даними перепису 2001 року:
| Національність  | Відсоток |
| --------------- | -------- |
| українці        | 93.84%   |
| росіяни         | 4.47%    |
| білоруси        | 1.13%    |
| євреї           | 0.10%    |
| інші/не вказали | 0.46%    |

### Мова
Рідна мова населення за даними перепису 2001 року:
| Мова            | Кількість | Відсоток |
| --------------- | --------- | -------- |
| українська      | 12049     | 86.14%   |
| російська       | 1876      | 13.42%   |
| білоруська      | 51        | 0.36%    |
| циганська       | 3         | 0.02%    |
| вірменська      | 1         | 0.01%    |
| інші/не вказали | 7         | 0.05%    |
| Усього          | 13987     | 100%     |

## Економіка
У місті діють такі підприємства:
- ЗАТ «Городнянський маслозавод» — виготовляє вершкове масло, чеддер, пастеризоване молоко
- ЗАТ «Городнянський комбікормовий завод» — займається виробництвом високоякісних кормів
- ВАТ «Городнянський механічний завод» — випускає кабельні барабани, обозні вироби, пиломатеріали
- Городнянське районне дочірнє агролісогосподарське спеціалізоване підприємство «ГОРОДНЯРАЙАГРОЛІСГОСП» — виробляє обрізні та необрізні пиломатеріали, площа лісового фонду 12,3 тис. га
- ДП «Городнянське лісове господарство» — площа лісового фонду 34,4 тис. га
- Городнянське виробничо-торговельне об'єднання — випускає хліб та хлібобулочні вироби, макаронні вироби, безалкогольні напої
- ТОВ «Рескі Хрипівка» — виробництво довгого та короткого льоноволокна
- Райкоопзаготпром городнянської райспоживспілки — заготівля сільгосппродукції, лікарських рослин, вторинної сировини, організація торгівлі на місцевому ринку

Також діє ряд підприємств малого та мікробізнесу. Велика кількість населення зайнята в бюджетній сфері.

## Природа
- Черемошне (заказник)
- Городнянський парк
- Сквер Городнянський (пам'ятка природи)

## Транспорт

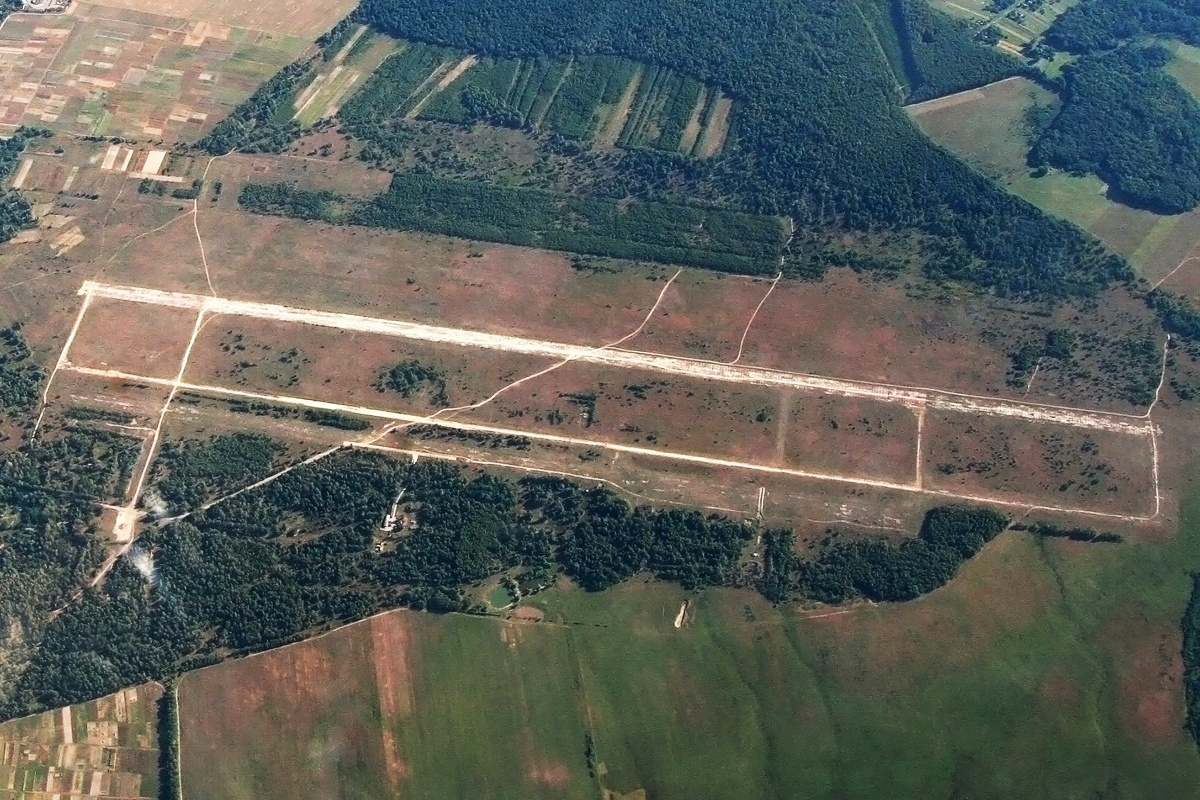
Летовище біля Городні

Основним засобом пересування городнянців, нарівні з авто, є велосипед, тому майже кожна крамниця, кав'ярня й інші заклади в місті мають велопарковки.
Неподалік від міста розташовувалася тренувальна авіаційна база. Зараз аеродром не працює, частина його терену здається в оренду приватним підприємцям. Піщано-щебневу суміш з аеродрому використовують для підсипки ґрунтових вулиць.

## Соціальна сфера

### Освіта
У Городні активізується процес уніфікації освіти й адаптації вітчизняної освітньої системи до європейської.
До системи освіти міста входять наступні навчальні заклади: гімназія, ЗОШ I—III ст. № 2, 2 школи-інтернати, Будинок дітей та юнацтва, дитячо–юнацька спортивна школа, станція юних техніків. Є також 2 дошкільних заклади.

### Медицина
Медицина та оздоровча сфера представлені районною лікарнею, госпіталем, психоневрологічним диспансером, дитячим санаторієм «Полісяночка», міським стадіоном.

### Спорт
На території міста функціонують секції з різних видів спорту: волейболу, футболу, легкої атлетики, лижного спорту та ін. Відкрилася нова секція з боксу, яка успішно розвивається і приносить місту нові нагороди. Футбол представлений двома міськими командами «Юність» та «Легіон» на районному рівні та ФК «Городня» на обласному.

### Культура
У місті є Городнянська школа мистецтв імені Лідії Кондрашевської, будинок культури, який має крісельні зали на 800 та 200 місць, бібліотека, школа танців, спортивна школа, станція юних техніків, спортивні секції, історико-краєзнавчий музей, клуби, німецький культурний центр «Взаємодія».

### Засоби масової інформації
Щосуботи виходить районна газета «Новини Городнянщини». В Інтернеті функціонують сторінки місцевих органів влади, громадських проектів та організацій.

## Видатні люди
- Арінштейн Ганна Йосипівна — селекціонер, генетик.
- Байдак Алла Євгенівна — народна майстриня, член НСМНМУ.
- Бірюк Лев Васильович — український політик.
- Волкович Анна Маркіянівна (Агейкіна) — лікарка, громадський діяч, організатор створення осередків Всеросійської Селянської спілки в Кобеляцькому повіті Полтавської губернії.
- Волкович Микола Маркіянович — учений-хірург, академік ВУАН (з 1928 року)
- Дусь Сергій Васильович (1991—2014) — сержант Збройних сил України, учасник війни на сході України.
- Жижкун Олексій Петрович — гвардії лейтенант, Герой Радянського Союзу
- Калач Борис Пилипович — партизан, Герой Радянського Союзу
- Кацнельсон Абрам Ісакович — український поет, літературознавець, перекладач єврейського походження
- Кузнецова-Молодчая Тетяна Степанівна - голова  Чернігівської районної ради  Чернігівської області (з 2022 року),
- Лопухов Олександр Михайлович — український художник. Оформив видання творів поета XIX століття Івана Манжури
- Маригодов Костянтин Лукич — російський поет.
- Намись Данило Ігорович (2004—2023) — старший солдат збройних сил України, учасник російсько-української війни.
- Нітченко Роман Федорович (1989—2014) — старший солдат Збройних сил України, учасник війни на сході України.
- Орбеліані Іліодор Миколайович — грузинський князь; меценат, керівник і режисер театру у Городні наприкінці XIX — початку XX ст.
- Перцовський Абрам Самійлович (1897—1970) — лікар-хірург; учасник Другої світової війни.
- Пиниця Петро Іванович — поет, лауреат Міжнародної літературної премії імені Миколи Гоголя «Тріумф» та Міжнародної літературної премії «Сад божественних пісень» імені Григорія Сковороди
- Ремболович Іван Семенович — сотник Армії УНР, воїн дивізії СС «Галичина», воїн УПА
- Ротозій Дмитро Віталійович (1993—2014) — молодший сержант Збройних сил України, учасник російсько-української війни.
- Савицький Дмитро Васильович — архітектор часів Російської імперії.
- Стебун Ілля Ісаакович (справжнє прізвище Кацнельсон) — літературознавець, критик і педагог.
- Степанець Павло Миколайович — український футболіст.
- Юфа Йосип Семенович — гвардії полковник, Герой Радянського Союзу.
- Гончарук Олексій Валерійович — прем'єр-міністр України з 29 серпня 2019 року[24] по 4 березня 2020 року. Наймолодший керівник уряду в історії сучасної України[25].

## Цікаві факти
- Городня і Городнянський повіт є одним із перших центрів, де вирощували картоплю в Україні.[26]

## Міста-побратими
- Йихві, Естонія